# Parókializmus
A parókializmus olyan látásmód, amely a vizsgált tárgynak csak bizonyos részeire koncentrál, figyelmen kívül hagyva a szélesebb összefüggéseket, szűklátókörűség, a provincializmus egyik hasonló jelentésű szinonimája. Pejoratív értelemben az univerzalizmus ellentéteként is szokták használni.
A parókia szóból ered, arra utalva, hogy a parókia csak egy kis része, darabja valamely egyháznak, helyben hozott döntései tisztán lokális értékeket, érdekeket követhetnek, figyelmen kívül hagyva az egész egyház nézőpontját. 
A politikai parókializmus a helyi érdekekre koncentráló, és a szélesebb - például a nemzeti - érdekeket figyelmen kívül hagyó politizálás.

## Fordítás
Ez a szócikk részben vagy egészben  a   Parochialism című angol Wikipédia-szócikk ezen változatának fordításán alapul.  Az eredeti cikk szerkesztőit annak laptörténete sorolja fel. Ez a jelzés csupán a megfogalmazás eredetét és a szerzői jogokat jelzi, nem szolgál a cikkben szereplő információk forrásmegjelöléseként.